# LilyPichu
Lily Ki (nacida el 20 de noviembre de 1991), más conocida como LilyPichu, es una personalidad de Internet, cantautor, música, actriz de doblaje y animadora estadounidense. Es miembro de OfflineTV, un grupo de creadores de contenido. Ki fue una de las streamers de Twitch más vistas durante su tiempo en la plataforma, y ganó un Streamer Award. En julio de 2022, Ki anunció que había firmado un acuerdo de exclusividad con YouTube y que cesaría su actividad en Twitch. Ha participado en los doblajes de varios personajes de anime y videojuegos.

## Primeros años
Ki nació el 20 de noviembre de 1991. Es de ascendencia coreana y tiene un hermano llamado Daniel. Comenzó a aprender piano a la edad de cinco años después de que sus padres descubrieran su interés por la música.

## Carrera profesional
Ki crea contenido relacionado con videojuegos, arte y música. En el 2011 su canción parodia "I'll Quit LoL" se volvió viral en YouTube. En 2015, hizo su debut musical con el lanzamiento de su álbum Lilies. En julio de 2017, un video de Ki tocando la melódica para cosplayers desprevenidos en Indy PopCon también se volvió viral y se convirtió en su video de YouTube más visto hasta la fecha. Ese mismo mes, se unió a OfflineTV, un grupo de creadores de contenido. En septiembre de 2018, Riot Games lanzó una serie de anuncios en YouTube para League of Legends en los que participaron Ki y otros creadores.
Ki fue la quinta streamer de Twitch mujer más vista en 2020. En 2020, fue nominada al premio Shorty a Streamer de Twitch del Año. Ese mismo año, apareció en un anuncio de 5 Gum. En 2021, Ki protagonizó el video musical de la canción "Inferno" de Bella Poarch y Sub Urban, donde apareció junto a otros creadores. En la primera edición de los Streamer Awards en 2022, Ki fue nominada a Mejor Streamer de League of Legends y Mejor Streamer de música, ganando en esta última categoría.
En julio de 2022, se anunció que Ki había firmado un contrato de exclusividad con YouTube y ya no transmitiría en Twitch.

## Premios y nominaciones
| Año  | Otorgar             | Categoría                           | Resultado | Ref.   |
| ---- | ------------------- | ----------------------------------- | --------- | ------ |
| 2020 | Premios Shorty      | Streamer de Twitch del año          | Nominada  | [ 11 ] |
| 2022 | The Streamer Awards | Mejor streamer de música            | Ganadora  | [ 14 ] |
| 2022 | The Streamer Awards | Mejor streamer de League of Legends | Nominada  | [ 14 ] |